# Kate Howey
Kate Louise Howey (Andover, 31 mei 1974) is een voormalig judoka uit Groot-Brittannië, die haar vaderland viermaal op rij vertegenwoordigde bij de Olympische Spelen, te beginnen in 1992 (Barcelona). Ze won een bronzen en een zilveren medaille bij de Spelen. Bij haar laatste olympische optreden had Howey de eer om de vlag van haar vaderland te mogen dragen tijdens de openingsceremonie in Athene.

## Erelijst

### Olympische Spelen
- 1992 –  Barcelona (– 66 kg)
- 2000 –  Sydney (– 70 kg)

### Wereldkampioenschappen
- 1991 –  Barcelona (– 66 kg)
- 1993 –  Hamilton (– 72 kg)
- 1997 –  Parijs (– 70 kg)
- 1999 –  Birmingham (– 70 kg)
- 2001 –  München (– 70 kg)

### Europese kampioenschappen
- 1990 –  Frankfurt (– 66 kg)
- 1991 –  Praag (– 66 kg)
- 1993 –  Athene (– 72 kg))
- 1994 –  Gdansk (– 72 kg)
- 1995 –  Birmingham (– 72 kg)
- 1997 –  Oostende (– 66 kg)
- 1998 –  Oviedo (– 70 kg)
- 2000 –  Wrocław (– 70 kg)